# Championnat d'Allemagne de football 1948-1949
Navigation
Meisterschaft
(Oberligen)
1947-1948 Meisterschaft
(Oberligen)
1949-1950
La saison 1948-1949 du Championnat d'Allemagne de football fut la 39e édition de la première division allemande. Le championnat national se joua sous forme de coupe, avec match simple à élimination directe. Les 8 clubs provenaient des différentes ligues supérieures (en Allemand: Oberliga) créées au début de la saison précédente.
Le contexte des "zones d'occupation" s'était estompé. Les troupes alliées étaient toujours bien présentes, mais dans la partie occidentale de l'Allemagne, il devenait de plus en plus clair qu'il s'agissait dorénavant de troupes « amies ». En cours de saison, le 8 mai 1949, fut créée, sous l'impulsion des nations occidentales, la Bundesrepublik Deutschland (BRD) ou en français : la République fédérale d'Allemagne (RFA). Un pays où allait pouvoir régner la démocratie, l'Etat de droit et la liberté d'expression et de mouvement. Dans la partie de l'Est régnait...un tout autre contexte.
4 Oberligen (Nord, West, Süd et Südwest) s'étaient constituées auxquelles s'ajouta la Stadtliga Berlin. Celle-ci fut, par facilité, familièrement dénommée "Oberliga Berlin". Cette ligue concernait encore les clubs de toute la zone de Berlin (Est et Ouest). Malgré la faiblesse générale de ses clubs par rapport à la moyenne générale, la "Ligue berlinoise" resta maintenue jusqu'en 1963 pour d'évidentes raisons politiques, mais aussi "sentimentales".
Les modalités de qualification et le nombre de qualifiés total et/ou par "Oberliga" évoluèrent au fil des saisons. Pour cette édition 1948-1949, les Oberligen Nord et West disposèrent d'un qualifié direct plus une équipe désignée par barrage entre les vice-champions des deux ligues. L'Oberliga Südwest délégua 2 équipes pour 3 à l'Oberliga Süd. La Stadtliga Berlin avait droit à 1 qualifié.
En 1949, le titre de Champion d'Allemagne (de l'Ouest) resta la propriété du "Sud" avec la victoire finale du Verein für Rasenspiel Mannheim qui conquit son premier (et, à ce jour, seul) titre national. Ce club fut le premier à recevoir le nouveau trophée: le Deutscher Meisterschale.

## Oberliga Nord
L'Oberliga Nord 1948-1949 (en français : Ligue supérieure de football d'Allemagne du Nord) fut une ligue de football. Elle fut la première édition de cette ligue en tant que partie intégrante de la nouvelle formule du Championnat d'Allemagne de football.
Cette zone couvrait le Nord du pays et regroupait les Länder de Basse-Saxe, du Schleswig-Holstein et le territoire des « Villes libres » de Brême et de Hambourg.
De 1946 à la fin de l'été 1948, les équipes de cette Oberliga avaient pris part, en commun avec les clubs de la région « Ouest », aux compétitions appelées Meisterschaft der Britische Besatzungzone 1946-1947 et  Meisterschaft der Britische Besatzungzone 1947-1948.

### Compétitions
Le Hamburger SV remporta la première édition de cette Oberliga. Jusqu'en 1963, le club de la ville hanséatique allait en fait remporter tous les titres de cette ligue sauf un ! Le FC St. Pauli força un test-match mais s'inclina contre son ancestral rival.
Cette saison fut aussi marquée par "l'Affaire Holstein Kiel". Peu après le début de la compétition, le club du Kieler SV Holstein fut reconnu coupable d'avoir "falsifié" ou "tenter de falsifier" le championnat précédent. Le cercle fut exclu et déclaré "relégué". Le Hannover SV 96, relégué à la fin de l'exercice précédent, protesta que si l'affaire avait été jugée à temps, il ne serait pas descendu. Ce club fut réintégré en Oberliga Nord en vue de la saison 1949-1950.
Après appel du club de Kiel, la Norddeutscher Fußball-Verband (NFV), la Fédération régionale, décida de ne pas le punir, faute de preuves suffisantes. Holstein Kiel retrouva donc l'Oberliga Nord la saison suivante !

#### Légende
| Légende         |                                                                               |
| C               | Norddeutscher Meister & qualifié pour la phase finale nationale               |
| Q               | qualifié pour la phase finale nationale                                       |
| BNW             | qualifié pour un barrage contre le vice-champion de l'Oberliga West 1948-1949 |
| TM              | club devant jouer un test-match pour l'attribution du titre                   |
| (T)             | Tenant du titre "Oberliga Nord 1947-1948"                                     |
| Fft             | club déclaré forfait et relégué d'office                                      |
| R               | Relégué en vue de la saison suivante                                          |
| en augmentation | club promu depuis la fin de la saison précédente                              |

#### Classement
|     |    |                              | M  | G  | N | P  | +  | -  | Avg  | Pts |
| --- | -- | ---------------------------- | -- | -- | - | -- | -- | -- | ---- | --- |
| TM  | 1  | Hamburger SV (T)             | 22 | 15 | 2 | 5  | 61 | 31 | 1,97 | 32  |
| TM  | 2  | FC St. Pauli                 | 22 | 14 | 4 | 4  | 47 | 22 | 2,14 | 32  |
|     | 3  | VfL Osnabrück                | 22 | 14 | 3 | 5  | 61 | 23 | 2,65 | 31  |
|     | 4  | Braunschweiger TSV Eintracht | 22 | 12 | 1 | 9  | 48 | 48 | 1,00 | 25  |
|     | 5  | Bremer SV                    | 22 | 9  | 4 | 9  | 45 | 53 | 0,85 | 22  |
|     | 6  | Eimsbütteler TV              | 22 | 9  | 3 | 10 | 35 | 40 | 0,88 | 21  |
|     | 7  | VfB Lübeck                   | 22 | 8  | 4 | 10 | 35 | 44 | 0,80 | 20  |
|     | 8  | SV Werder Bremen             | 22 | 8  | 3 | 11 | 49 | 50 | 0,98 | 19  |
|     | 9  | SC Concordia Hamburg         | 22 | 6  | 6 | 10 | 44 | 49 | 0,90 | 18  |
|     | 10 | SV Arminia Hannover          | 22 | 6  | 4 | 12 | 33 | 50 | 0,66 | 16  |
|     | 11 | 1. SC Göttingen              | 22 | 5  | 4 | 13 | 35 | 57 | 0,61 | 14  |
|     | 12 | TuS Bremerhaven 93           | 22 | 7  | 0 | 15 | 28 | 54 | 0,52 | 14  |
| Fft | 13 | Kieler SV Holstein           | 0  | 0  | 0 | 0  | 00 | 00 | 0,00 | 0   |

- Test-match pour le titre:

| Date       | Match                       | Résultat |                                                      |
| ---------- | --------------------------- | -------- | ---------------------------------------------------- |
| 22/05/1948 | Hamburger SV – FC St. Pauli | 5-3      |                                                      |
| C          | Hamburger SV                |          | Champion                                             |
| BNW        | FC St. Pauli                |          | Barrage contre vice-champion Oberliga West 1948-1949 |

### Montées depuis l'échelon inférieur
En fin de saison, seul Holstein Kiel fut considéré comme descendant. Le Hannover SV 96 fut réintégré dans l'Oberliga Nord et deux autres clubs furent promus : Harburger TB et VfB Oldenburg.
Finalement, le Kieler SV Holstein fut "gracié" et retrouva l'Oberliga Nord la saison suivante.

## Stadtliga Berlin
L’Oberliga Berlin 1948-1949 — nom officiel : Stadtliga Berlin 1948-1949, en français : « Ligue berlinoise de football 1948-1949 » — fut une ligue de football organisée dans la capitale allemande.
Ce fut la 2e édition de cette ligue en tant que partie intégrante du Championnat d'Allemagne de football (deux éditions avaient eu lieu à titre « individuel » en 1945-1946 et en 1946-1947).

### Nom officiel
Précisons que l'appellation officielle de la ligue fut Stadtliga Berlin. Mais afin de faciliter la compréhension et le suivi de saison en saison, nous employons expressément le terme « Oberliga Berlin », puisque dans la structure mise en place par la DFB, cette ligue allait avoir dans les saisons suivantes, la même valeur que les quatre autres Oberligen (Nord, Ouest, Sud et Sud-Ouest).

### Contexte politique
Cette saison se déroula alors que les tensions entre les deux bloc idéologiques (Est/Ouest) prenaient des proportions faisant craindre le déclenchement d'un conflit armé. La Guerre froide entamée depuis plus de deux ans allait-elle le rester, ou entraîner le monde dans une nouvelle tragédie ? Ce fut dans ce contexte particulier que se déroula l'Oberliga Berlin 1948-1949.
Vers la fin de la saison, le 8 mai 1949, les nations alliées occidentales amenèrent à la création de la République fédérale d'Allemagne (en allemand : Bundesrepublik Deutschland ou BRD). La réponse de l'URSS ne prit que quelques mois : le octobre 1949, le régime stalinien fit créer la République démocratique allemande (en allemand : Deutsches Democratische Republik ou DDR).
Malgré ces moments graves, l'Oberliga Berlin resta « unifiée » et concerna les clubs tant de l'Est que de l'Ouest.

### Zones d'occupation à Berlin
Les secteurs d'occupation qui avaient été délimités en 1945 (par rapport aux 20 districts administratifs établis lors de la création du Grand Berlin en 1920) restaient d'application. Trois checkpoints (points de passage obligé pour aller d'un secteur occidental vers la zone soviétique) avaient été établis. Le lieu « de tous les dangers et toutes les tensions » était plus que jamais le fameux checkpoint Charlie entre les secteurs américain et soviétique au centre de Berlin (les deux autres, Alpha et Bravo, étaient à la périphérie).
Les 23 districts nommés ci-après sont ceux qui existaient à la veille de la réunification de la ville en 1990. Ceux créés après 1945 sont marqués d'un astérisque et étaient tous dans la zone soviétique.
- Secteur américain : les districts de Kreuzberg, Neukölln, Tempelhof, Schöneberg, Steglitz et Zehlendorf.
- Secteur britannique : les districts de Tiergarten, Charlottenburg, Wilmersdorf et Spandau.
- Secteur français : les districts de Reinickendorf et Wedding
- Secteur soviétique : les districts de Friedrichshain, Hellersdorf*, Hohenschönhausen*, Köpenick, Lichtenberg, Marzahn*, Mitte, Pankow, Prenzlauer Berg, Treptow et Weissensee.

### Équipes participantes
À partir de cette saison, pratiquement tous les clubs berlinois retrouvèrent une appellation conventionnelle. L'époque des « communautés sportives » et des « groupes sportifs » (en allemand, respectivement, Sportgemeinschaft et Sportgruppe, tous deux abrégés SG) étaient révolue. Le tableau ci-dessous propose la liste des clubs participants et leur ancienne dénomination en tant que SG.
| Ordre | Secteurs | Clubs                       | ancienne "SG"            |
| ----- | -------- | --------------------------- | ------------------------ |
| 1     | West     | Berliner FC Alemannia 90    | SG Prenzlauer Berg-West  |
| 2     | West     | Berliner SV 92              | SG Wilmersdorf           |
| 3     | West     | Berliner FC Viktoria 89     | SG Tempelhof             |
| 4     | West     | SC Minerva 93 Berlin        | SG Tiergarten            |
| 5     | West     | Tennis Borussia Berlin      | SG Charlottenburg        |
| 6     | West     | Berliner FC Südring         | SC Südring               |
| 7     | Ost      | SC Köpenick 08              | SG Köpenick              |
| 8     | Ost      | SC Lichtenberg 47           | SG Lichtenberg-Nord      |
| 9     | Ost      | SC Union 06 Oberschöneweide | SG Union Oberschöneweide |
| 10    | Ost      | VfB Pankow                  | SG Pankow Nord           |
| 11    | West     | Spandauer SV                | SG Spandau-Altstadt      |
| 12    | West     | SC Wacker 04 Berlin         | SG Reinickendorf-West    |

### Compétition
Le Berliner SV 92 fut sacré Champion berlinois (Berliner Meister) et se qualifia pour la phase finale nationale.
En fin de compétition, les quatre derniers classés furent relégués vers une ligue inférieure nommée "1. Ligaklasse" et répartie en 3 groupes. Les trois champions et le vainqueur d'un tour de barrages montèrent vers l'Oberliga Berlin 1949-1950.

#### Légende
| C               | Berliner Meister & qualifié pour la phase finale nationale        |
| (T)             | Tenant du titre Berliner Meister 1947-1948                        |
| R               | Relégué en vue de la saison suivante                              |
| en augmentation | club promu de 1. Ligaklasse depuis la fin de la saison précédente |

#### Classement
|   |    | Secteurs |                                 | M  | G  | N | P  | +  | -  | DB  | Pts |
| - | -- | -------- | ------------------------------- | -- | -- | - | -- | -- | -- | --- | --- |
| C | 1  | West     | Berliner SV 92                  | 22 | 17 | 3 | 2  | 54 | 23 | 31  | 37  |
|   | 2  | West     | Tennis Borussia Berlin          | 22 | 14 | 5 | 3  | 21 | 17 | 4   | 33  |
|   | 3  | Ost      | SC Union 06 Oberschöneweide (T) | 22 | 14 | 4 | 4  | 52 | 38 | 14  | 32  |
|   | 4  | West     | Berliner FC Alemannia 90        | 22 | 12 | 5 | 5  | 59 | 48 | 11  | 29  |
|   | 5  | West     | Berliner FC Viktoria 89         | 22 | 11 | 5 | 6  | 51 | 47 | 4   | 27  |
|   | 6  | West     | SC Wacker 04 Berlin             | 22 | 9  | 2 | 11 | 49 | 40 | 9   | 20  |
|   | 7  | Ost      | VfB Pankow                      | 22 | 5  | 8 | 9  | 37 | 47 | -10 | 18  |
|   | 8  | West     | SC Südring                      | 22 | 6  | 6 | 10 | 32 | 50 | 18  | 18  |
| R | 9  | West     | SC Minerva 93 Berlin            | 22 | 7  | 3 | 12 | 25 | 43 | -18 | 17  |
| R | 10 | Ost      | SC Köpenick 08                  | 22 | 5  | 5 | 12 | 32 | 41 | -9  | 15  |
| R | 11 | West     | Spandauer SV                    | 22 | 4  | 1 | 17 | 28 | 46 | -18 | 9   |
| R | 12 | Ost      | SC Lichtenberg 47               | 22 | 4  | 1 | 17 | 17 | 55 | -38 | 9   |

### Montants depuis l'échelon inférieur
Sous l'Oberliga Berlin se trouvaient la "1. Ligaklasse" réparties en 3 séries. Les trois champions et le vainqueur d'un tour de barrage montèrent en Oberliga en vue de la saison suivante. Les quatre promus étaient tous situés dans la partie occidentale de la ville:
- West - VfB Britz 1916
- West - Hertha BSC Berlin
- West - VfL Nord Berlin
- West - SC Tasmania 1900 Berlin

## Oberliga West
L'Oberliga West 1948-1949 (en français : Ligue supérieure de football d'Allemagne occidentale) fut une ligue de football. Elle fut la 1re édition de cette ligue en tant que partie intégrante de la nouvelle formule du Championnat d'Allemagne de football.
Cette zone couvrait la région Ouest du pays : le Land de Rhénanie du Nord-Wesphalie.
De 1946 à la fin de l'été 1948, les équipes de cette Oberliga avaient pris part, en commun avec les clubs de la région "Nord", aux compétitions appelées Meisterschaft der Britische Besatzungzone 1946-1947 et  Meisterschaft der Britische Besatzungzone 1947-1948.

### Compétitions
Le Borussia Dortmund remporta la première édition de cette Oberliga et conserva le titre de Westdeutscher Meister conquit la saison précédente. Le vice-champion, Rot-Weiss Essen participa à un barrage contre le vice-champion de l'Oberliga Nord. Il s'inclina face au FC St. Pauli.

#### Légende
| Légende         |                                                                               |
| C               | Westdeutscher Meister & qualifié pour la phase finale nationale               |
| Q               | qualifié pour la phase finale nationale                                       |
| BNW             | qualifié pour un barrage contre le vice-champion de l'Oberliga Nord 1948-1949 |
| (T)             | Tenant du titre "Oberliga West 1947-1948"                                     |
| R               | Relégué en 2. Oberliga West 1949-1950 en vue de la saison suivante            |
| en augmentation | club promu depuis la fin de la saison précédente                              |

#### Classement
|     |    |                         | M  | G  | N  | P  | +  | -  | Avg  | Pts |
| --- | -- | ----------------------- | -- | -- | -- | -- | -- | -- | ---- | --- |
| C   | 1  | Borussia Dortmund (T)   | 24 | 17 | 4  | 3  | 79 | 30 | 2,63 | 38  |
| BNW | 2  | Rot-Weiss Essen         | 24 | 10 | 10 | 4  | 39 | 22 | 1,77 | 30  |
|     | 3  | STV Horst-Emscher       | 24 | 11 | 5  | 8  | 51 | 40 | 1,28 | 27  |
|     | 4  | SC Preussen Münster     | 24 | 9  | 7  | 8  | 33 | 35 | 0,94 | 25  |
|     | 5  | Rot-Weiss Oberhausen    | 24 | 9  | 6  | 9  | 36 | 25 | 1,44 | 24  |
|     | 6  | SV Hamborn 07           | 24 | 10 | 4  | 10 | 40 | 44 | 0,91 | 24  |
|     | 7  | TSG Vohwinkel           | 24 | 10 | 3  | 11 | 41 | 45 | 0,92 | 23  |
|     | 8  | Aachener TSV Alemannia  | 24 | 8  | 7  | 9  | 33 | 39 | 0,85 | 23  |
|     | 9  | SpVgg Erkenschwick      | 24 | 9  | 3  | 12 | 42 | 53 | 0,79 | 21  |
|     | 10 | SV Rhenania 05 Würselen | 24 | 8  | 5  | 11 | 33 | 48 | 0,69 | 21  |
| R   | 11 | Fortuna Düsseldorf      | 24 | 8  | 4  | 12 | 31 | 45 | 0,69 | 20  |
|     | 12 | FC Schalke 04           | 24 | 6  | 6  | 12 | 33 | 43 | 0,77 | 18  |
| R   | 13 | Sportfreunde Katernberg | 24 | 7  | 4  | 13 | 29 | 51 | 0,57 | 18  |

### Montées depuis l'échelon inférieur
En fin de saison, deux clubs furent relégués tandis que cinq autres furent promus en vue de la saison suivante :
- 1. FC Köln
- DSC Arminia Bielefeld
- Duisburger SpV
- Duisburger FV 08
- SC Preussen Dellbrück

## Oberliga Südwest
L'Oberliga Südwest 1948-1949 (en français : Ligue supérieure de football d'Allemagne du Sud-Ouest) est une ligue de football. Elle constitue la 2e édition en tant que partie intégrante de la nouvelle formule du Championnat d'Allemagne de football.
Cette zone couvre le Sud-Ouest du pays et englobe le Land de Rhénanie-Palatinat. Certaines équipes rhénanes de l'actuel Land de Hesse et d'autres situées au Sud de l'actuel Land de Bade-Wurtemberg (le Württemberg-Hohenzollern) sont englobées dans cette compétition. Cette situation perdure jusqu'au terme de la saison 1949-1950.

### Compétitions
Le 1. FC Kaiserslautern conserve son titre et se voit à nouveau sacré Champion d'Allemagne du Sud-Ouest (Südwestdeutscher Meister). Il remporte aisément le Groupe Nord, avant de gagner la finale de l'oberliga Sudwest contre le vainqueur du Groupe Sud, le Fortuna Freiburg.
Les deux vice-champions s'affrontent en "demi-finale de repêchage". Le Wormatia Worms prend facilement le meilleur sur Tübingen. Ensuite, la "finale de repêchage" voit Worms enlever le second ticket pour la phase finale nationale.

#### Légende
| Légende         |                                                           |
| C               | Südwest Meister & qualifié pour la phase finale nationale |
| Q               | qualifié pour la phase finale nationale                   |
| (T)             | Tenant du titre Oberliga Südwest 1947-1948                |
| TF              | qualifié pour le tour final de zone                       |
| R               | Relégué en vue de la saison suivante                      |
| en augmentation | club promu depuis la fin de la saison précédente          |

#### Groupe Nord
|    |    |                           | M  | G  | N | P  | +   | -   | Avg  | Pts |
| -- | -- | ------------------------- | -- | -- | - | -- | --- | --- | ---- | --- |
| TF | 1  | 1. FC Kaiserslautern (T)  | 24 | 21 | 1 | 2  | 142 | 22  | 6,45 | 43  |
| TF | 2  | VfR Wormatia Worms 08     | 24 | 15 | 6 | 3  | 75  | 24  | 3,13 | 36  |
|    | 3  | TuS Neuendorf             | 24 | 16 | 2 | 6  | 75  | 21  | 3,57 | 34  |
|    | 4  | FK Pirmasens              | 24 | 14 | 5 | 5  | 58  | 41  | 1,41 | 33  |
|    | 5  | VfL Neustadt/Weinstraße   | 24 | 15 | 2 | 7  | 44  | 42  | 1,05 | 32  |
|    | 6  | SV Phönix 03 Ludwigshafen | 24 | 8  | 7 | 9  | 49  | 44  | 1,11 | 23  |
|    | 7  | SV Eintracht Trier        | 24 | 8  | 4 | 12 | 46  | 62  | 0,74 | 20  |
|    | 8  | 1. FSV Mainz 05           | 24 | 7  | 6 | 11 | 39  | 67  | 0,58 | 20  |
|    | 9  | SpVgg Weisenau            | 24 | 7  | 4 | 13 | 44  | 86  | 0,51 | 18  |
|    | 10 | BSC Oppau                 | 24 | 4  | 8 | 12 | 39  | 60  | 0,65 | 16  |
|    | 11 | SpVgg Andernach           | 24 | 6  | 4 | 14 | 38  | 61  | 0,00 | 16  |
|    | 12 | FSV Kürenz                | 24 | 6  | 3 | 15 | 23  | 55  | 0,42 | 15  |
| R  | 13 | SG Gonsenheim             | 24 | 2  | 2 | 20 | 19  | 106 | 0,18 | 6   |

#### Groupe Sud
|    |    |                    | M  | G  | N | P  | +  | -  | Avg  | Pts |
| -- | -- | ------------------ | -- | -- | - | -- | -- | -- | ---- | --- |
| TF | 1  | Fortuna Freiburg   | 22 | 13 | 5 | 4  | 49 | 28 | 1,75 | 31  |
| TF | 2  | SV Tübingen        | 22 | 12 | 7 | 3  | 48 | 25 | 1,92 | 31  |
|    | 3  | ASV Villingen      | 22 | 10 | 6 | 6  | 37 | 28 | 1,32 | 26  |
|    | 4  | Eintracht Singen   | 22 | 10 | 4 | 8  | 34 | 22 | 1,55 | 24  |
|    | 5  | Fortuna Rastatt    | 22 | 10 | 3 | 9  | 53 | 54 | 0,98 | 23  |
|    | 6  | SSV Reutlingen     | 22 | 7  | 8 | 7  | 34 | 26 | 1,31 | 22  |
|    | 7  | VfL Schwenningen   | 22 | 7  | 7 | 8  | 31 | 40 | 0,78 | 21  |
|    | 8  | VfL Konstanz       | 22 | 7  | 6 | 9  | 40 | 37 | 1,08 | 20  |
|    | 9  | VfL Freiburg       | 22 | 8  | 4 | 10 | 31 | 39 | 0,79 | 20  |
|    | 10 | SG Friedrichshafen | 22 | 8  | 4 | 10 | 40 | 51 | 0,78 | 20  |
| R  | 11 | SV Biberach        | 22 | 5  | 6 | 11 | 32 | 52 | 0,62 | 16  |
|    | 12 | SpVgg Offenburg    | 22 | 2  | 6 | 14 | 26 | 53 | 0,49 | 10  |

#### Finale Oberliga Südwest
| Date       | Match                                   | Résultat |                                                       |
| ---------- | --------------------------------------- | -------- | ----------------------------------------------------- |
| xx/xx/1949 | 1. FC Kaiserslautern – Fortuna Freiburg | 4-0      |                                                       |
| xx/xx/1949 | Fortuna Freiburg - 1. FC Kaiserslautern | 3-6      |                                                       |
| C          | 1. FC Kaiserslautern                    | Champion | Qualifié pour la phase finale du championnat national |

#### Barrage pour la2eplaceen phase finale

##### Premier tour
| Date       | Match                               | Résultat |                                    |
| ---------- | ----------------------------------- | -------- | ---------------------------------- |
| xx/xx/1949 | VfR Wormatia Worms 08 – SV Tübingen | 5-0      |                                    |
| xx/xx/1949 | SV Tübingen – VfR Wormatia Worms 08 | 0-3      |                                    |
| TF         | VfR Wormatia Worms 08               |          | qualifié pour la finale du barrage |

##### Finale du barrage
| Date       | Match                                    | Résultat |                                                       |
| ---------- | ---------------------------------------- | -------- | ----------------------------------------------------- |
| xx/xx/1949 | VfR Wormatia Worms 08 – Fortuna Freiburg | 3-0      |                                                       |
| Q          | VfR Wormatia Worms 08                    |          | qualifié pour la phase finale du championnat national |

### Montées depuis l'échelon inférieur
Le dernier du Groupe Nord sont relégués. Quatre clubs sont promus en vue de la saison suivante : FV Engers 07, VfR Kaiserslautern, VfR Kirn et ASV Landau.
L'avant-dernier classé du Groupe Sud est relégué. Cinq équipes sont promues en vue de la saison suivante : FV Ebingen, SV Hechingen, FV Kuppenheim, Sportfreunde Lahr et SpVgg Trossingen.

### Changements de nom
Durant cette saison, au terme de celle-ci et lors des deux suivantes, plusieurs clubs de la région "Sud-Ouest" changent de nom. Ils délaissent le nom sous lequel ils avaient été reconstitués après la dissolution imposée par les Alliés en 1945 (voir Directive no 23). Soit ils reprennent leur ancienne appellation (pré-1945), soit dans les cas d'association entre plusieurs entités, chacune reprend son propre chemin.
| Clubs              | Nouvelles appellations              | Dates                                                                       |
| ------------------ | ----------------------------------- | --------------------------------------------------------------------------- |
| SV Biberach        | TG 1847 Biberach                    | 15/10/1949 Devint le FV Biberach, en 1970                                   |
| ASV Ebingen        | FV 07 Ebingen                       | 01/04/1948 Devint le FC 07 Albstadt, en 1998                                |
| Fortuna Freiburg   | Freiburger FC                       | 21/11/1949                                                                  |
| VfL Freiburg       | Freiburger Turnerschaft 1844        | 1951 En 1952, redevint le SC Freiburg, nom qu'il porta déjà de 1912 à 1945. |
| SG Friedrichshafen | VfB Friedrichshafen                 | 1949                                                                        |
| FV Kuppenheim      | SV 08 Kuppenheim                    | 1950                                                                        |
| Sportfreunde Lahr  | Lahrer FV 03                        | 1950                                                                        |
| SpVgg Offenburg    | Offenburger FV 07                   | 1950                                                                        |
| Fortuna Rastatt    | FC Rastatt 04                       | 21/01/1950                                                                  |
| VfL Schwenningen   | SC 1925 Schwennigen VfR Schwennigen | 04/03/1950 18/05/1950. - Ces deux clubs fusionnèrent en 1974                |
| Eintracht Singen   | FC Singen 04                        | 1949                                                                        |
| ASV Villingen      | FC 08 Villingen                     | fin 1949                                                                    |

## Oberliga Süd
L'Oberliga Süd 1948-1949 (en français : Ligue supérieure de football d'Allemagne du Sud 1948-1949) est la 2e édition de la compétition en tant que partie intégrante de la nouvelle formule du Championnat d'Allemagne de football.
L'Oberliga Süd couvre le Sud du pays et regroupe les Länder du Bade-Wurtemberg, de Bavière et de Hesse. Les équipes de la partie du Sud de l'actuel Land de Bade-Wurtemberg (Südbaden et Württemberg-Hohenzollern) participent encore avec les équipes de l'ancienne zone d'occupation française, c'est-à-dire l'Oberliga Südwest 1948-1949. Cette situation perdure jusqu'au terme de la saison 1949-1950.

### Compétition
Lors de cette saison, le Champion, le vice-champion et le troisième classé de l'Oberliga Süd sont qualifiés pour la phase finale nationale.
Les Kickers Offenbach dominent la compétition et s'adjugent assez aisément le titre de Champion d'Allemagne du Sud (Süddeutscher Meister). Le VfR Mannheim est un étonnant vice-champion alors que le Bayern Munich souffle, pour un petit point, la 3e place qualificative à son rival local du Munich 60 et à l'autre club de Mannheim, le SV Waldhof 07.
Double champion d'Allemagne du Sud et champion national en titre, le 1. FC Nuremberg connaît une saison pitoyable, terminée à une lointaine et médiocre 11e place.
Les deux promus connaissaient une saison difficile. Le 1. FC Rödelheim ne peut éviter la dernière place tandis que le BC Augsburg se sauve de justesse après un barrage contre le TSG 1846 Ulm.

#### Légende
| Légende         |                                                                    |
|                 | Champion d'Allemagne en titre (1948)                               |
| C               | Süddeutscher Meister & qualifié pour la phase finale nationale     |
| (T)             | Tenant du titre 1947-1948                                          |
| Q               | qualifié pour la phase finale nationale                            |
| R               | Relégué en vue de la saison suivante                               |
| B               | club devant disputer un match de barrage pour assurer son maintien |
| en augmentation | club promu depuis la fin de la saison précédente                   |

#### Classement
|   |    |                        | M  | G  | N | P  | +  | -  | Avg  | Pts |
| - | -- | ---------------------- | -- | -- | - | -- | -- | -- | ---- | --- |
| C | 1  | Offenbacher FC Kickers | 30 | 21 | 7 | 2  | 79 | 29 | 2,72 | 49  |
| Q | 2  | VfR Mannheim           | 38 | 15 | 8 | 7  | 51 | 42 | 1,21 | 38  |
| Q | 3  | FC Bayern München      | 30 | 14 | 7 | 9  | 61 | 42 | 1,45 | 35  |
|   | 4  | TSV 1860 München       | 30 | 13 | 8 | 9  | 81 | 41 | 1,49 | 34  |
|   | 5  | SV 07 Waldhof          | 30 | 13 | 8 | 9  | 54 | 45 | 1,20 | 34  |
|   | 6  | VfB Stuttgart          | 30 | 13 | 5 | 12 | 56 | 51 | 1,10 | 31  |
|   | 7  | TSV Schwaben Augsburg  | 30 | 12 | 6 | 12 | 49 | 50 | 0,98 | 30  |
|   | 8  | SV Stuttgarter Kickers | 30 | 11 | 8 | 11 | 53 | 65 | 0,82 | 30  |
|   | 9  | VfB Mühlburg           | 30 | 10 | 9 | 11 | 51 | 45 | 1,13 | 29  |
|   | 10 | 1. FC Schweinfurt 05   | 30 | 12 | 5 | 13 | 46 | 56 | 0,82 | 29  |
|   | 11 | 1. FC Nürnberg (T)     | 30 | 11 | 5 | 14 | 49 | 55 | 0,89 | 27  |
|   | 12 | FSV Frankfurt          | 30 | 11 | 5 | 14 | 40 | 53 | 0,75 | 27  |
|   | 13 | SG Eintracht Frankfurt | 30 | 9  | 8 | 13 | 28 | 41 | 0,68 | 26  |
| B | 14 | TSG 1846 Ulm           | 30 | 9  | 4 | 17 | 43 | 53 | 0,81 | 22  |
| B | 15 | BC Augsburg            | 30 | 9  | 4 | 17 | 46 | 66 | 0,70 | 22  |
| R | 16 | 1. FC Rödelheim        | 30 | 7  | 3 | 20 | 40 | 73 | 0,55 | 17  |

- Barrage pour le maintien:

| Date       | Match                      | Résultat |
| ---------- | -------------------------- | -------- |
| 29/05/1949 | BC Augsburg – TSG 1846 Ulm | 1-0      |
| R          | TSG 1846 Ulm               | Relégué  |

### Promotions
Deux clubs sont promus en vue de la saison suivante : SpVgg Fürth et SSV Jahn Regensburg.

## Phase finale nationale

### Les 10 clubs participants
| Oberligen        | Qualifiés                                             | Remarques                           | Tour d'entrée                |
| ---------------- | ----------------------------------------------------- | ----------------------------------- | ---------------------------- |
| Oberliga Nord    | Hamburger SV FC St. Pauli                             | Norddeutscher Meister 2e Nord       | Quarts de finale T. Prélim 1 |
| Stadtliga Berlin | Berliner SV 92                                        | Berliner Meister                    | Quarts de finale             |
| Oberliga West    | Borussia Dortmund Rot-Weiss Essen                     | Westdeutscher Meister 2e West       | Quarts de finale T. Prélim 1 |
| Oberliga Südwest | 1. FC Kaiserslautern VfR Wormatia Worms 08            | Südwestdeutscher Meister 2e Südwest | Quarts de finale             |
| Oberliga Süd     | Offenbacher FC Kickers VfR Mannheim FC Bayern München | Süddeutscher Meister 2e Süd 3e Süd  | Quarts de finale T. Prélim 2 |

### Compétition

#### Tours préliminaires

##### Tour préliminaire 1
- Ce match eut lieu le 29 mai 1949.

Il s'agissait d'un barrage entre les vice-champions des Oberligen Nord et West.
| Équipe 1     | Résultat | Équipe 2        |
| ------------ | -------- | --------------- |
| FC St. Pauli | 4-0      | Rot-Weiss Essen |

##### Tour préliminaire 2
- Ce match eut lieu le 5 juin 1949.

Il s'agissait d'un barrage entre le qualifié du "Tour préliminaire 1" et le 3e classé d'Oberliga Süd.
| Équipe 1     | Résultat     | Équipe 2          |
| ------------ | ------------ | ----------------- |
| FC St. Pauli | 1-1 ap prol. | FC Bayern München |

Match d'appui : le 6 juin 1949.
| Équipe 1     | Résultat | Équipe 2          |
| ------------ | -------- | ----------------- |
| FC St. Pauli | 2-0      | FC Bayern München |

#### Quarts de finale
- Tous les matchs ont eu lieu le 12 juin 1949.

Étaient concernés les 7 clubs qualifiés d'office plus le vainqueur du "Tour préliminaire 2".
| Équipe 1               | Résultat | Équipe 2              |
| ---------------------- | -------- | --------------------- |
| 1. FC Kaiserslautern   | 1-1      | FC St. Pauli          |
| VfR Mannheim           | 5-0      | Hambourg SV           |
| BSV 92 Berlin          | 0-5      | Borussia Dortmund     |
| Offenbacher FC Kickers | 2-2      | VfR Wormatia Worms 08 |

Matches d'appui : le 19 juin 1949.
| Équipe 1               | Résultat | Équipe 2              |
| ---------------------- | -------- | --------------------- |
| 1. FC Kaiserslautern   | 4-1      | FC St-Pauli           |
| Offenbacher FC Kickers | 2-0      | VfR Wormatia Worms 08 |

#### Demi-finales
- Tous les matchs ont eu lieu le 26 juin 1949.

| Équipe 1          | Résultat | Équipe 2               |
| ----------------- | -------- | ---------------------- |
| Borussia Dortmund | 0-0      | 1. FC Kaiserslautern   |
| VfR Mannheim      | 2-1      | Offenbacher FC Kickers |

Match d'appui : le 3 juillet 1949.
| Équipe 1          | Résultat | Équipe 2             |
| ----------------- | -------- | -------------------- |
| Borussia Dortmund | 4-1      | 1. FC Kaiserslautern |

#### Match pour la3eplace
| 9 juillet 1949 | 1. FC Kaiserslautern | 2-1 ap. prol. | Offenbacher FC Kickers | Müngersdorfer Stadion, Cologne |  |
|                |                      |               |                        |                                |  |

#### Finale
| 10 juillet 1949 | VfR Mannheim                    | 3-2 ap. prol. | Borussia Dortmund | Neckarstadion, Stuttgart |                      |
|                 | Löttke 74e, 108e · Langlötz 85e |               | Erdmann 5e, 82e   | Spectateurs : 92 000     | Spectateurs : 92 000 |

## Bilan de la saison
| Tableau d'Honneur                   |              |
| Compétition                         | Vainqueur    |
| Championnat d'Allemagne de football | VfR Mannheim |
| Coupe d'Allemagne de football       | Non disputée |